# متدثرات
المتدثرات (الاسم العلمي: Chlamydiia) هي طائفة من البكتيريا تتبع شعبة البكتيريا المتدثرية. أعضائها مسببات أمراض تعيش إجبارياً في الوسط الخلوي. الكثير من المتدثرات تتعايش دون أعراض داخل المضيفين، يعتقد على نطاق واسع أن هؤلاء المضيفين يوفرون مستودع طبيعي لهذه الأنواع.

## رتب
تضم هذه الطائفة رتبة وحيدة هي:
- المتدثريات